# Limhamns IP
Limhamns IP (volledige naam: Limhamns Idrottsplats) is een voetbalstadion in de wijk Annetorp van de Zweedse stad Malmö. Het stadion is de thuishaven van de voetbalclubs IF Limhamn Bunkeflo en Limhamns FF en heeft een capaciteit van 2800 toeschouwers. 
Limhamns IP beschikt niet over verlichting, bij bepaalde wedstrijden wordt dan uitgeweken naar Malmö IP. In 2012 onderging het stadion een renovatie.